# Ni Tian

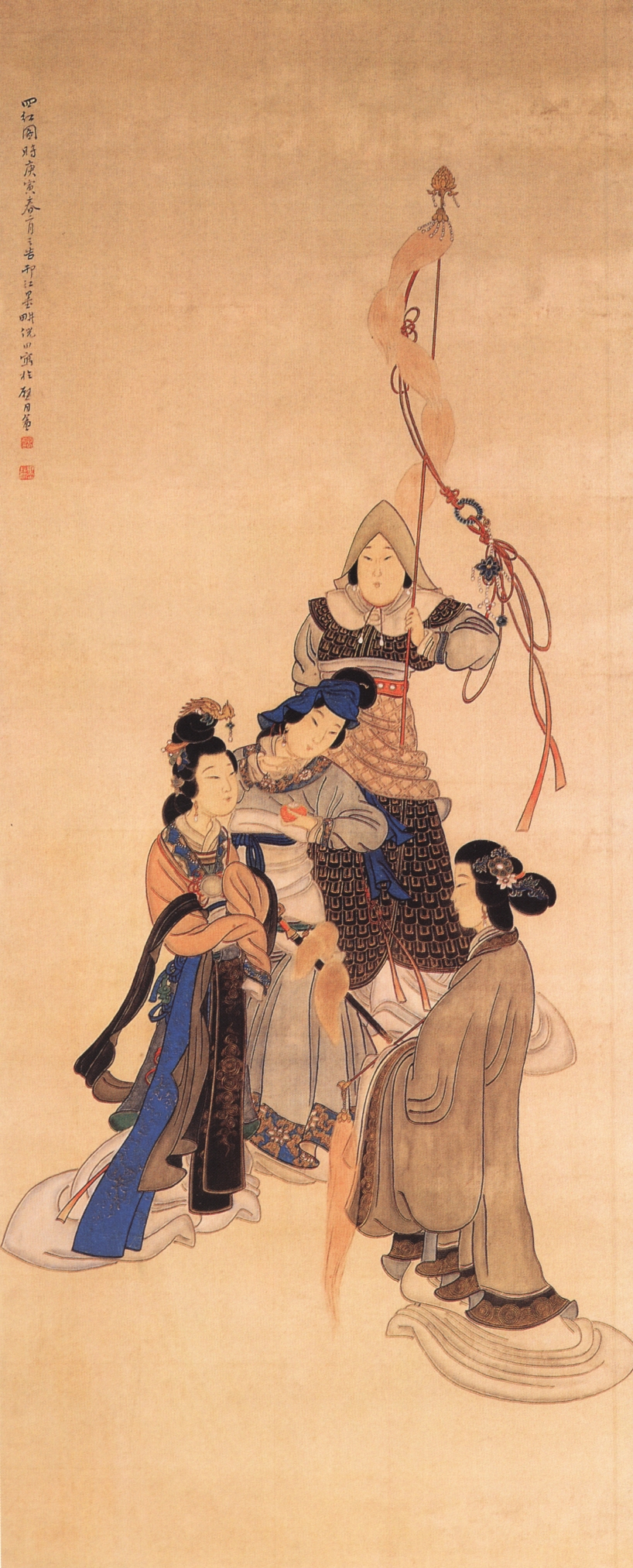
Quatre belleses (Museu de Nanjing)

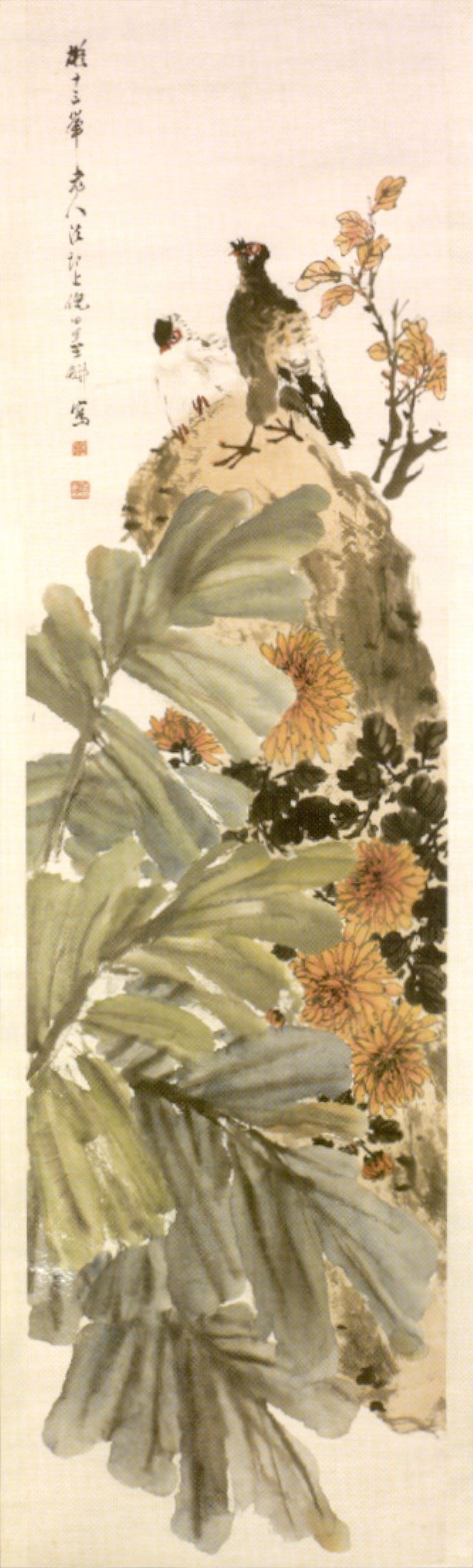
" Parell d'ocells " (Acadèmia d'Arts de Honolulu)

Ni Tian (en xinès: 倪田; en pinyin: Ní Tián) que va rebre el nom Baotian quan va néixer, també conegut com a Mogeng i Modaoren, fou un pintor xinès que va viure en el darrer període de la dinastia Qing i els primers anys de la república. Va néixer el 1855 a Jiangdu, província de Jiangsu i va morir el 1919. Va utilitzar la forma curta del seu nom, Tian. Va residir a Xangai. Fou un artista de pintures amb color. Els seus temes eren flors, ocells i altres animals. Ocasionalment pintava paisatges.